# Tinamú ornat
El tinamú ornat (Nothoprocta ornata) és una espècie d'ocell de la família dels tinàmids (Tinamiidae) que habita les praderies de muntanya dels Andes, des del Perú fins al nord de l'Argentina i Xile.
És una de les poques espècies de la família amb comportament monògam.

## Morfologia
- Aspecte típic del gènere, amb una llargària de 31 a 35 cms, amb la femella una mica més grossa.
- Cara blanquinosa amb taques negroses.
- Plomes erèctils al capell negres tacades de blanc i bru.
- Coll i part superior del pit gris brunós.
- Dors bru ratllat de negre i ocre.
- Parts inferiors més clares.[3]